# چشمه نور
چشمه نور کتابی از مصطفی رحماندوست است که در سال ۱۳۶۳ منتشر و در مراسم کتاب سال جمهوری اسلامی ایران به‌عنوان کتاب برگزیده معرفی شد.